# 마술의 역사
마술의 역사는 BCE에서부터 현재까지의 마술 공연에 대한 역사이다.

## 기원 전
2700 BCE - 고대 이집트에서 마술사 Dedi에 의해 컵과 공 마술을 보여준 유명한 첫 번째 공연이 이루어졌다. Dedi는 새를 참수한 다음 머리를 다시 붙여서 살려내는 것과 같은 다른 마술도 보였다. (Dedi에 관한 참고 문헌, 특히 그가 컵과 공 연출을 했다고 알려주는 Westcar Papyrus 에 대한 논쟁이 남아있다. 많은 전문가들은 Beni Hasan과 무덤에서 발견된 두 사람이 컵과 공 연출을 하는 그림이 빵 굽는 사람이 빵 곰팡이로 빵을 만드는 장면이라고 믿는다.) (주석 : Dedi가 컵과 공 연출을 했다는 증거가 존재하지 않고, Beni Hasan 상형 문자가 그 연출을 나타낸다고 생각되지 않기 때문에, 그 시대에 컵과 공 마술이 존재했다는 것을 알 수 있다.)

## 기원 후
50-300 CE - Acetabularii 가 컵과 공 마술을 고대 로마에서 돌과 작은 식초 컵을 이용해서 시현했다. Acetabulum은 고대 로마에서 사용된 식초 컵의 이름이고 거기에서 Acetabularii 의 명칭이 유래되었다. Acetabularii는 컵과 공 마술을 전문적으로 하는 마술사 모임이다.
400-1000 - 마술의 역사에 대해서는 거의 알려지지 않은 암흑 시대이다. 하지만 많은 부분이 초자연적인 주술과 연계되었고, 유희로써의 마술에 대해서는 불분명하다.
1000-1500 - 마술이 여전히 주술과 신비술과 연계되어있는 중세시대이다. 물물교환이 늘어나면서 길거리에서나 서커스에서 연출을 하는 사람들이 컵과 공과 같은 고전에서 벗어나서 동전이나 작은 물체들에 대한 잔기술을 통한 변화기술과 같은 근대적인 아이디어들이 나왔다.
1584 - Reginald Scot이 The Discoverie of Witchcraft(신비술의 발견)이라는 책을 출판했다. 이 책은 중세시대의 신비술에 관한 책인데, 많은 마술의 비밀에 대한 내용도 있다. 마술과 신비술은 여전히 연결되어있었으며, 1600년대 초에 Scot의 책의 대부분이 불에 탔다.
1750 - 18세기 마술에 중요한 인물인 Pinetti가 태어났다. Pinetti는 엄지손가락 묶기 연출을 처음으로 시현한 것으로 기록된 사람이다. 그는 또한 투시 마술과 오랜지 나무에서 저절로 열매가 자라는 마술을 공연했다.
1805 - 마술사 로베르 우댕이 태어난 해이다. "근대 마술의 아버지"라고 불리며 길거리와 서커스에서 하던 마술을 우아한 무대나 응접실로 가져왔다.
1874 - 카드 마술의 왕, 수갑 마술의 왕으로 유명한 마술사 해리 후디니가 태어난 해이다. 실제 이름은 Ehrich Weiss 이고 탈출 마술가로 유명하다.
1876 - Louis Hoffman 교수에 의해서 "Modern Magic(근대 마술)"가 출판되었다. 이 책은 그 당시의 기술에 대해서 권위 있는 책이었다.
1894 - 후디니를 속인 사람, 또는 마술의 교수으로 알려진 다이 버논이 태어난 해이다. 다이 버논의 본명은 David Frederick Wingfield Verner이고 출생지는 오타와(Ottawa)이다. 그는 20세기의 가장 영향력 있는 마술사이다.
1902 - Erdnase가 쓴 "Expert At The Card Table(테이블 카드에서 전문가)" 책이 The Charles T. Powner Co.에서 출판되었다. 카드 마술에 관한 중대한 책이며, 가장 중요한 책 중 하나이다.

1902 - 미국 마술사 모임(SAM)이 뉴욕에 있는 Martinka의 마술 상점에서 5월 10일에 결성되었다. SAM은 세계에서 가장 오래된 마술 모임이다.
1905 - 2월에 영국 마술사 모임이 런던에서 결성되었다. 지속적인 모임이 있는 마술 모임 중 유럽에서 가장 오래되었다. 초대 회장은 데이빗 데번트(David Devant)이다. 6월에는 마술 서클로 변화했다. 이 prestigious한 모임은 마술사들에게 무역 연합과 같은 역할을 하며, 해법 노출에 대한 엄격한 규칙을 가지고 있다. (많은 유명한 마술사들이 해왔던 해법 노출을 이유로 창립자를 모임에서 퇴출시켰다.)
1911 - Nevil Maskelyne과 David Devant가 우리의 마술 책을 썼다. 마술의 이론에 관한 중요한 책중 하나이다.
1911 - 미스토 마술 회사(The Mysto Magic Company)가 Gilbert, Gilbert, Petrie에 의해 설립되었다.
1918 - 후디니의 첫 번째 공연인 Morritt의 코끼리 없애기(Morritt's Elephant Vanishing)가 Hippodrome에서 1월 7일에 열렸다.
1921 - P.T. Selbit 가 처음으로 "반으로 톱질하기(Sawing in half)"를 시연했다. 현재 시현되는 마술과 같은 마술이다.
1926 - 핼러윈 전날 오후 1시 26분에 해리 후디니가 고인이 되었다.
1940년 부근 - Edward M. Massey가 많은 마술사들이 처음으로 배우는 마술인 손가락 자르기 마술을 고안해냈다.
1949 - Royal Road to Card Magic가 Jean Hugard와 Fred Braue에 의해 출판되었다. 이것은 현재 카드 마술에서도 중요하다.
1952 - JB Bobo가 쓴 Modern Coin Magic 가 처음으로 출판 되었다. 이 책은 동전 마술의 "바이블"과 같으며, 많은 다른 것들이 이 책을 출처로 하고 있다.
1956 - 데이빗 카퍼필드가 David Seth Kothin 라는 이름으로 9월 16일에 태어났다.
1960 - 렌스 버튼이 3월 10일에 루이스빌(Louisville, Kenturcky)에서 William Lance Burton이라는 이름으로 태어났다.
1963 - 최초의 매직 캐슬(Magic Castle)이 할리우드에서 Milt Larsen에 의해 만들어졌다. 마술의 중심지로 만들기 위해 1908 빅토리안 저택을 바꾸었다. 많은 뛰어난 마술사들이 이곳에서 공연을 하였다. 다이 버논은 나중에 자신의 여생을 이곳에서 상주 마술사로 보낸다.
1968 - 토니 코린다가 13 Steps to Mentalism(심리 마술의 13단계)를 출판한다. 이 책은 심리 마술에서 유명한 책 중 하나이다.
1974 - 뮤지컬 THe Magic Show(마술 쇼)가 더그 헨닝(Doug Henning) 주연으로 브로드웨이에서 공연하면서 마술의 "황금 시대"를 열었다.
1977 - Marco the Magi presents Le Grand David and his own Spectacular Magic Company의 첫 번째 공연이 2월 20일에 매사추세츠 베벌리(Beverly, Massachusetts)에서 열렸다. 이것은 역사상 상주 마술로는 가장 긴 공연이다.
1994 - 최초의 인터넷 마술 상점이 인터넷 게시판과 뉴스 그룹을 통해 열렸다. 사진과 정보들이 있는 사이트들이 계속 생기면서, 마술을 배우고 전파되는 새로운 길이 열렸다.
1997 - 타이거 마술사로 알려진 발 발렌티노가 폭스 티비 특집에서 많은 마술의 비밀을 밝히면서 논쟁을 일으켰다. 데이빗 블래인이 "길거리 마술"을 미국에서 선보였다.
1998 - 크리스 앤젤이 World Of Illusion(일루전의 세계)를 매디슨 정원 광장에서 공연했다. 이후 Criss Angel Mindfreak으로 2003년까지 계속 했다.